# Jackass 3D
Jackass 3D er en film af MTV. Showet går ud på at finde på vilde stunts og gøre grin med folk.
Alle de 9 personer medvirker stadig i filmen: Johnny Knoxville, Bam Margera, Chris Pontius, Steve-O, Ryan Dunn, Dave England, Wee-Man, Ehren Mcgehey og Preston Lacy. Johnny Knoxville var den første som fortalte om dette på Jackassworld.com i december 2009. Der var premiere på filmen i november 2010. Jackass er en Dickhouse Production af MTV.
Blandt andre Tony Hawk og Seann William Scott har gæsteoptrædener i filmen.